# (26181) 1996 GQ21
(26181) 1996 GQ21 est un objet transneptunien du disque des objets épars découvert par Nichole Danzl le 12 avril 1996 à l'observatoire Steward.